# Rhopalosiphum cerasifoliae
Rhopalosiphum cerasifoliae är en insektsart som först beskrevs av Fitch 1855.  Rhopalosiphum cerasifoliae ingår i släktet Rhopalosiphum och familjen långrörsbladlöss. Inga underarter finns listade i Catalogue of Life.